# Acacia pendula
Acacia pendula är en ärtväxtart som beskrevs av George Don jr. Acacia pendula ingår i släktet akacior, och familjen ärtväxter. IUCN kategoriserar arten globalt som livskraftig. Inga underarter finns listade i Catalogue of Life.

## Bildgalleri

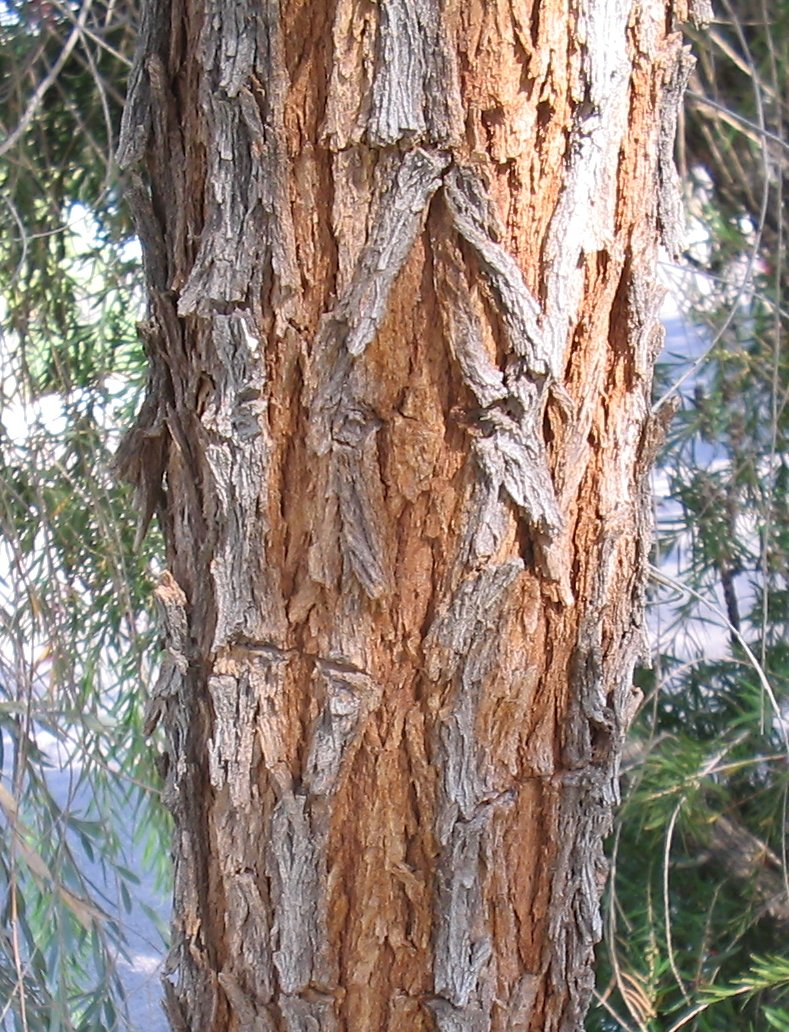
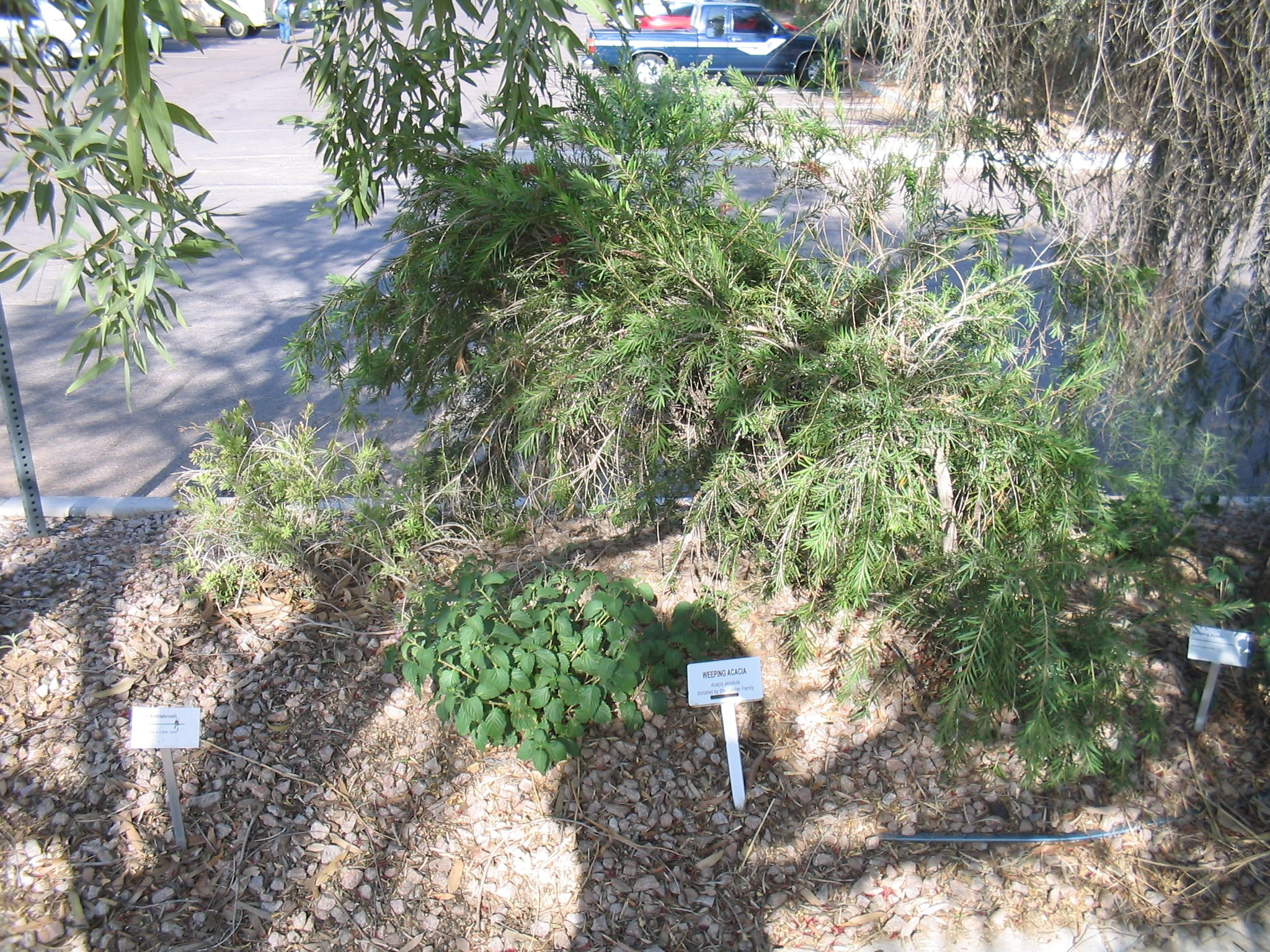